# HD 101615
HD 101615，又名CD-42 7155，SAO 222960、HR 4502，是一颗恒星，视星等为5.55，位于銀經289.57，銀緯17.95，其B1900.0坐标为赤經11h 36m 24.6s，赤緯-42° 17.95′ 29″。